# 金門迪鎮區 (伊利諾伊州馬里昂縣)
金門迪鎮區（英語：Kinmundy Township）是位於美國伊利諾伊州馬里昂縣的一個行政鎮區。

## 地方資料
根據2010年美國人口普查的數據，金門迪鎮區的面積為95.80平方千米，當中陸地面積為94.90平方千米，而水域面積為0.90平方千米。當地共有人口1151人，而人口密度為每平方千米12.01人。